# Дефисная война
Дефисная война (чеш. Pomlčková válka, словац. Pomlčková vojna) — спор о названии Чехословакии между чешскими и словацкими представителями, случившийся после «Бархатной революции» 1989 года в Чехословацкой Социалистической Республике (ЧССР).
Хотя в ноябре 1989 года и произошла «Бархатная революция», но в начале 1990 года государство всё ещё носило название «Чехословацкая Социалистическая Республика» («Československá socialistická republika», ČSSR — как на чешском, так и на словацком). Его президент Вацлав Гавел предложил убрать из названия слово «социалистическая», но словацкие политики потребовали ещё одного изменения — чтобы название государства теперь писалось через дефис («Чехо-Словакия»), как это было в 1918—1920 (иногда и позже) и 1938—1939 годах.
29 марта 1990 года чехословацкий парламент решил, что название государства будет писаться без дефиса по-чешски (чеш. Československá federativní republika, рус. Чехословацкая Федеративная Республика), и с дефисом — по-словацки (словац. Česko-slovenská federatívna republika, рус. Чехо-словацкая Федеративная Республика). Однако это решение было признано неудовлетворительным, и 20 апреля 1990 года парламент изменил название страны вновь — теперь она стала называться «Чешская и Словацкая Федеративная Республика» (чеш. Česká a Slovenská Federativní Republika, словац. Česká a Slovenská Federatívna Republika). Как в чешском, так и в словацком языках принято писать с большой буквы лишь первое слово фразы, поэтому встал вопрос о том, писать ли с большой буквы слово «словацкая»; эту проблему обошли, решив писать с большой буквы все слова названия государства.
Этот спор о названии государства являлся одним из многих примеров осложнения межнациональных отношений между двумя близкими по языку и культуре народами по малозначительным поводам. Накопление нерешаемых конструктивно противоречий привело в 1993 году к разделу государства на Чехию и Словакию. В современных государствах Словакии и Чехии образование двух независимых национальных государств рассматривают как историческую необходимость, одним из аспектов которой была «Дефисная война».